# Flughafen Arica

i7
i11
i13
Der Flughafen Arica (spanisch Aeropuerto Chacalluta de Arica; IATA-Code: ARI, ICAO-Code: SCAR) ist ein internationaler Verkehrsflughafen im äußersten Norden Chiles, 14 Kilometer nördlich der Stadt Arica und unweit der Grenze zu Peru und des Pazifiks an der Ruta 5 (Panamericana) gelegen.
Der Flughafen bietet zurzeit keine internationalen Flugverbindungen an, er ist allerdings gut mit den wichtigsten Städten Chiles verbunden. Am Flughafen Arica aktiv sind Sky Airline, LATAM und JetSmart.

## Geschichte
Die Bauarbeiten für den Flughafen begannen 1955, am 27. September 1956 wurde er eingeweiht. In den 1960ern wurde die Pisten verbessert und in den 1970ern wurde der Flughafen generalüberholt.

## Zwischenfälle
- Am 15. Dezember 1972 landete eine Curtiss C-46A-50-CU Commando der chilenischen Lineas Aéreas Sud Americana (LASA) (Luftfahrzeugkennzeichen CC-CLA), die mit Zeitungen beladen war, brennend auf dem Flughafen Arica. Flugzeug und Ladung wurden teilweise durch das Feuer vernichtet. Alle fünf Besatzungsmitglieder, die einzigen Insassen auf dem Frachtflug, überlebten den Unfall.[4]